# 張英 (永樂進士)
张英，明朝政治人物、進士。

## 生平
永樂二年（1404年），张英中甲申科二甲第四十五名進士，后授吏科给事中。